# Дік Джонсон
Дік Джо́нсон (англ. Richard "Dick" Johnson; нар. 26 квітня 1945, Квінсленд, Австралія) — засновник найстарішої автоспортивної команди Dick Johnson Racing, котра бере участь у головному австралійському туринговому чемпіонаті V8 Supercars. Його команда 6 разів завойовувала чемпіонський титул.